# Milivoj Čekada
Milivoj Čekada, hrvatski rimokatolički svećenik iz Bosne i Hercegovine. Svećenik Vrhbosanske nadbiskupije. Bio je prvi župnik novoutemeljene župe sv. Josipa Radnika u Gornjoj Zenici. U narodu smatran mučenikom. Žrtva progona u jugokomunizmu. Njegovom odlukom nije adaptirana i preinačena postojeća crkva sv. Josipa, nego je na temeljima stare izgrađena nova crkva sv. Josipa 1939. godine. Nadbiskup Ivan Šarić delegirao je župnika vlč. Milivoja Čekadu da 1943. blagoslovi zvono stare crkve koje je bilo saliveno kod Kvirina Lebeša u Zagrebu. Župnikovao je punih dvadeset godina. Proveo je šest godina u zatvoru za vrijeme Jugoslavije